# 胡金木
胡金木（1982年11月—），安徽金寨人，中共党员，陕西师范大学教授。

## 生平
2005年本科毕业于安徽师范大学。2011年于南京师范大学获博士学位，同年入职陕西师范大学，任教育学部教授、博士生导师。

## 学术贡献
主要从事教育基本理论、学校德育与价值教育等研究工作。主持国家社科基金项目等课题多项，发表论文40余篇。入选国家万人计划青年拔尖人才。

## 社会兼职
中国教育学会中青年教育理论工作者分会秘书长，陕西省第十四届人大常委会咨询专家，陕西省基础教育教学指导委员会德育专委会副主任。

## 著作
- 《启蒙与教育》（2015年，教育科学出版社）
- 《爱国主义教育读本(四册)》（2017年，西安交通大学出版社）
- 《启班级管理与班主任工作》（2022年，高等教育出版社）
- 《儿童的正义感形成及培育》（2023年，北京师范大学出版社）
- 《道德教育的哲学探询》（2024年，山西教育出版社）

## 奖励与荣誉
- 2015年，获陕西高等学校人文社会科学研究优秀成果三等奖
- 2016年，获陕西省基础教育教学成果一等奖（第一完成人）[4]
- 2017年，获陕西高等学校人文社会科学研究优秀成果二等奖
- 2018年，获陕西省第十届基础教育教学成果二等奖（第一完成人）[5]
- 2018年，获全国学校共青团优秀研究成果一等奖（第一完成人）
- 2018年，获国家级教学成果二等奖（第一完成人）
- 2019年，获陕西高等学校人文社会科学研究优秀成果三等奖
- 2021年，获陕西高等学校人文社会科学研究优秀成果二等奖
- 2022年，获陕西省第十二届基础教育教学成果特等奖（第一完成人）[6]